# Witold Baran

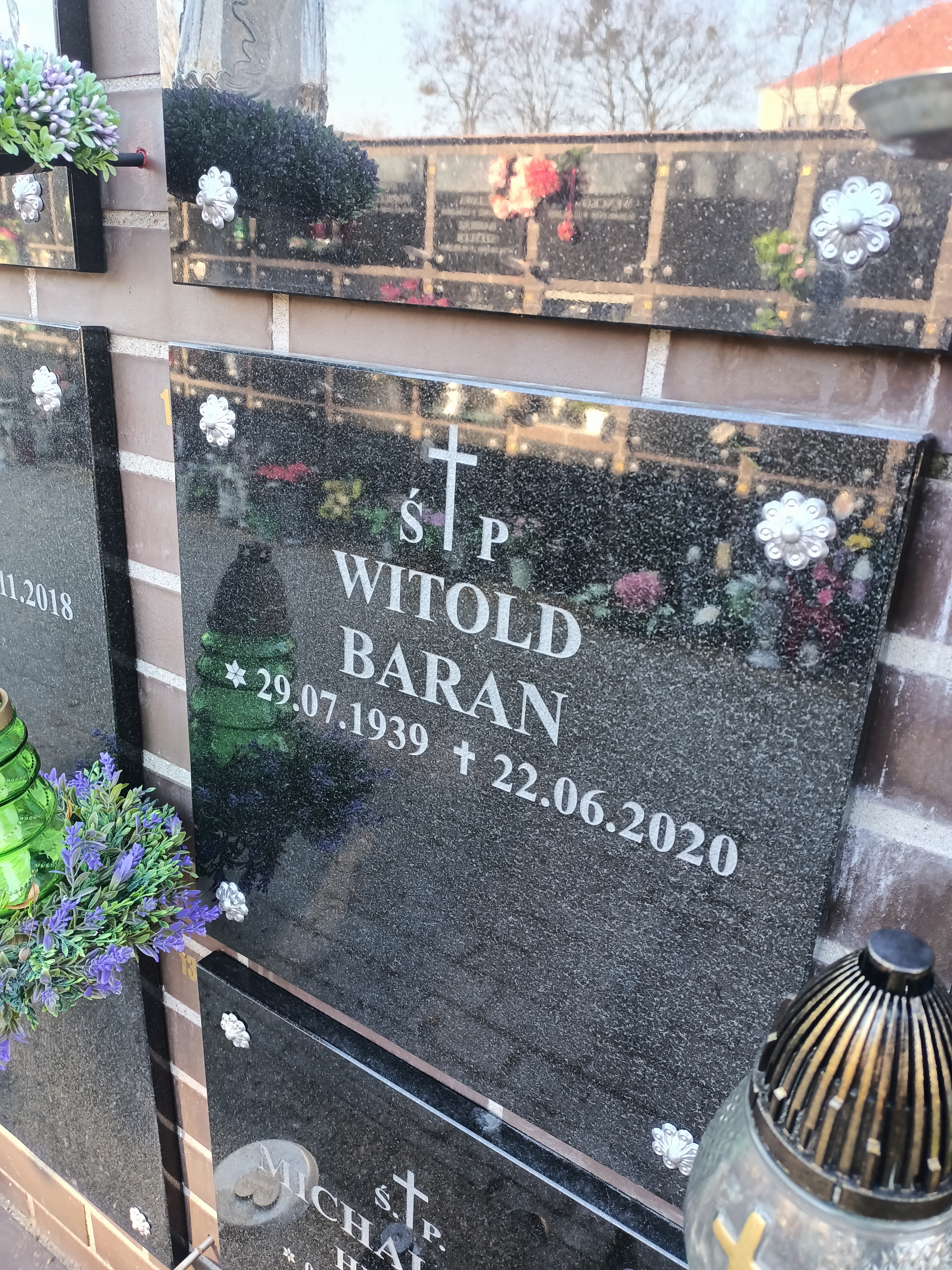
Grób Witolda Barana na cmentarzu przy ulicy Kcyńskiej

Witold Stanisław Baran (ur. 29 lipca 1939 w Chmielowie k. Ostrowca Świętokrzyskiego, zm. 22 czerwca 2020 w Bydgoszczy) – polski lekkoatleta, specjalista biegów średnich, wicemistrz Europy, olimpijczyk.

## Życiorys
Podczas mistrzostw Europy w 1962 w Belgradzie zdobył srebrny medal w biegu na 1500 m. Na igrzyskach olimpijskich w 1964 w Tokio był szósty na tym samym dystansie (ustanowił wówczas swój rekord życiowy). W pierwszym finale Pucharu Europy w 1965 w Stuttgarcie zajął drugie miejsce w biegu na 5000 m.
Czterokrotnie wygrał główny bieg podczas Memoriału Kusocińskiego: na 3000 m w 1964, 1965 i 1967 oraz na 5000 m w 1969.
Był siedmiokrotnym mistrzem Polski: w biegu na 800 m w 1961, w biegu na 1500 m w 1962, 1963, 1964, 1966 i 1967 oraz na 5000 m w 1968. Dwukrotnie zdobywał srebrne medale: na 1500 m w 1960 i w sztafecie 4 × 400 m w 1963, a także dwukrotnie brązowe medale: na 1500 m w 1959 i w sztafecie 4 × 400 m w 1960.
Był rekordzistą Europy w biegu na milę (3;56,04, 3 sierpnia 1964, Londyn) Sześciokrotnie ustanawiał rekordy Polski: trzykrotnie na 1500 m (do wyniku 3:38,9 21 października 1964 w Tokio), a także na 5000 m (13:41,6 6 lipca 1969 w Paryżu), na 2000 m i w klubowej sztafecie olimpijskiej.
W latach 1959–1970 wystąpił w trzydziestu jeden meczach reprezentacji Polski na 800 m, 1500 m i 5000 m (40 startów), odnosząc 12 zwycięstw indywidualnych.
Rekordy życiowe:
- Bieg na 800 m – 1:48,1 (14 sierpnia 1966, Warszawa)
- Bieg na 1000 m – 2:21,2 (26 sierpnia 1962, Bydgoszcz)
- Bieg na 1500 m – 3:38,9 (19 października 1964, Tokio)
- Bieg na milę – 3:56,04 (3 sierpnia 1964, Londyn)
- Bieg na 2000 m – 5:03,6 (5 czerwca 1963, Bydgoszcz)
- Bieg na 3000 m – 7:55,4 (16 czerwca 1963, Bydgoszcz)
- Bieg na 5000 m – 13:41,6 96 lipca 1969, Paryż)

Przygodę ze sportem rozpoczął w Zrywie Ostrowiec Świętokrzyski (1955–1957), by potem reprezentować barwy KSZO Ostrowiec Świętokrzyski (1958), Stali Mielec (1959), Legii Warszawa (1960–1962) i Zawiszy Bydgoszcz (1963–1972). Po zaprzestaniu aktywnego uprawiania sportu został trenerem w Zawiszy Bydgoszcz oraz działaczem PZLA. Był członkiem Zarządu PZLA, przewodniczącym komisji biegów przełajowych i ulicznych (1994–2000).
Ukończył Technikum Ekonomiczne w Bydgoszczy (1974) oraz AWF w Poznaniu (1978).
Został pochowany w Bydgoszczy na Cmentarzu przy ulicy Kcyńskiej w kolumbarium sektor K4 rząd 2, Numer 14.